# Forum de Nerva
Vous lisez un « bon article » labellisé en 2021.
Le forum de Nerva, en latin Forum Nervae, ou encore forum transitorium, est un des forums impériaux de Rome, l'avant-dernier construit à la fin du Ier siècle après celui de César, d'Auguste, de Vespasien et avant celui de Trajan.
Avant que des travaux ne soient entrepris, l'emplacement était un marché consacré à la librairie et à la cordonnerie. En 85, Domitien en confie la réalisation à l'architecte Rabirius, qui a déjà bâti la Domus Augustana pour lui. Le forum est achevé sous le règne de Nerva et inauguré en 97. Au IIIe siècle, Sévère Alexandre le fait embellir. Après la chute de l'Empire romain, le forum est abandonné, puis devient un quartier résidentiel au IXe siècle. Au XVIe siècle, des artistes et érudits réalisent des œuvres montrant les vestiges du forum avant que le site ne serve de carrière de pierre sous l'impulsion des papes Jules III et Paul V.
De nombreux auteurs de l'époque romaine, puis des époques postérieures ont mentionné ce forum. À partir du XVIe et jusqu'au XIXe siècle, plusieurs érudits et artistes entreprennent l'étude de certains vestiges.
Du XIXe siècle à nos jours, le site a fait l'objet de nombreuses fouilles archéologiques, notamment pendant la période fasciste de Benito Mussolini avec la création de la Via dei Fori Imperiali. Depuis les années 1980, d'autres campagnes de fouilles se sont déroulées afin de mieux définir la forme de l'ensemble.
Le forum se situe dans l'actuel rione de Monti. Il se compose d'un portique : la Porticus Absidata, et d'un temple, celui de Minerve. L'existence d'un sanctuaire dédié à Janus est aussi supposée.

## Localisation

### Site des forums impériaux
Jules César élève le premier forum dit impérial sous le nom de Forum Iulium pour y transférer une partie des fonctions politiques et culturelles et ne laisser que les fonctions commerciales et les basiliques sur le forum romain,. Ce forum n'est terminé que par son fils adoptif Auguste, qui commence peu après l'édification d'un deuxième forum à proximité en 42 av. J.-C., peu avant la bataille de Philippes, pour une inauguration en 2 av. J.-C.. L'objectif d'Auguste est de faire de ce nouveau forum un lieu de réunion des sénateurs et des négociations de paix.
Quelques décennies plus tard, Vespasien fait construire le temple de la paix, appelé aussi forum de Vespasien, pour commémorer la victoire romaine sur la Judée en 71. Ce troisième site sert à exposer les vestiges du second Temple de Jérusalem et sa construction se termine en 75. Il est situé dans la partie la plus orientale des forums impériaux. Le projet de Domitien de réunir les différents forums en un seul n'est ainsi achevé qu'après sa mort, et c'est Nerva qui lui donne son nom.
Le cinquième et dernier forum est l’œuvre de Trajan entre 107 et 112, même si le terrain semble préparé dès le règne de Domitien. Il est financé avec le butin rapporté par l'empereur lors des guerres daciques et occupe une superficie estimée entre 300 mètres de longueur et 200 mètres de largeur. Une rénovation du forum de Jules César est également entreprise.
| |
| Forum de César depuis la Via dei Fori Imperiali avec le monument à Victor-Emmanuel II en arrière-plan. |

|                                                 |
| Forum d'Auguste avec le temple de Mars vengeur. |

|                     |
| Forum de Vespasien. |

|                  |
| Forum de Trajan. |

### Forum de Nerva
À l'époque romaine, trois voies permettent d'accéder au forum : la voie Sacrée, le clivus Argentarius et la voie prolongeant le forum. Elles correspondent aujourd'hui aux via del Colosseo, via di Tor di Conti et à la piazza della Carrette. Le forum se situe sur la limite entre la Regio VIII et la Regio IV.
Il occupe l'espace laissé libre entre le forum de César et forum d'Auguste à l'ouest et le forum de la Paix à l'est,. Il débute juste derrière la basilique Æmilia et s'étire jusqu'à l'hémicycle oriental du forum d'Auguste. L'objectif de Domitien est de transformer cet espace non aménagé en place publique en occupant la partie de l'Argilète entre le forum républicain et Subure, cette rue reliant à l'époque les différents forums à ce quartier pauvre,,.
| Plan des forums impériaux |
| --- |
| \| Porticus · Curva Porticus Purpuretica Secretarium · Senatus Forma Urbis Temple de la · Ville Sacrée Bibliothèque Vicus Cuprius Arc de · Trajan Arc de · Drusus Arc de · Germanicus Porticus · Absidata Quadrige Statue équestre Forum de Trajan Marchés de Trajan Bibliothèque Colonne · trajane Basilique · Ulpia Basilique · Argentaria Temple · de Mars · vengeur Temple de · Minerve Temple · de la Paix Forum de César Temple de · Vénus · Genitrix Atrium · Libertatis Statue équestre Forum Romanum Curie · Julia Basilique · Aemilia Subure Argilète Forum · de Nerva Forum · d'Auguste Forum · de la Paix \| |
| Porticus · Curva Porticus Purpuretica Secretarium · Senatus Forma Urbis Temple de la · Ville Sacrée Bibliothèque Vicus Cuprius Arc de · Trajan Arc de · Drusus Arc de · Germanicus Porticus · Absidata Quadrige Statue équestre Forum de Trajan Marchés de Trajan Bibliothèque Colonne · trajane Basilique · Ulpia Basilique · Argentaria Temple · de Mars · vengeur Temple de · Minerve Temple · de la Paix Forum de César Temple de · Vénus · Genitrix Atrium · Libertatis Statue équestre Forum Romanum Curie · Julia Basilique · Aemilia Subure Argilète Forum · de Nerva Forum · d'Auguste Forum · de la Paix       |

## Histoire

### Antiquité
Avant la construction du forum, le site sert de zone de marché pour des commerces liés à la librairie et la cordonnerie. Dès cette époque, c'est un lieu de passage, d'où sa dénomination usuelle de transitorium car il est situé entre le forum de la Paix et le forum d'Auguste.
La construction du forum décidée par Domitien débute en 85. Les travaux doivent se dérouler tout en maintenant la voie ouverte à la circulation. Les architectes sont obligés d'éviter le débordement de la basilique Æmilia sur la gauche de l'Argilète au nord-est du forum. D'autres réfections sont également entreprises par cet empereur sur le site, celles de la Cloaca Maxima, du forum de César et du temple de Vénus Genetrix.
Les travaux sont sans doute achevés à sa mort, mais Domitien, assassiné en 96, subit une damnatio memoriae; le forum n'est finalement inauguré qu'au début de 97, sous le règne de Nerva, qui préside la dédicace et lui donne son nom officiel Forum Nervae,,. Dans les faits, c'est la seule construction à grande échelle commencée par Domitien et achevée pendant le court règne de quinze mois de Nerva.
Il s'agit de l'avant-dernier forum édifié sur le site des forums impériaux. Il sert dès cette époque d'entrée monumentale depuis l'Argilète aux forums impériaux pour les visiteurs arrivant de Subure,. 
Sous Hadrien, l'Athenæum, centre d’éducation en grec dans l'esprit de la seconde Sophistique, est créé. La localisation de ce bâtiment est incertaine : sur ce forum, ou selon, Filippo Coarelli, archéologue italien, au mont Palatin.
L'empereur Sévère Alexandre apporte des modifications au forum en y faisant installer une galerie de statues des empereurs divinisés pour imiter le forum d'Auguste,.

### Moyen Âge et ère moderne
Après la fin de l'Empire romain d'Occident, le forum de Nerva est abandonné et la zone redevient marécageuse. Au cours du IXe siècle, de nombreuses habitations sont construites dans le quartier, avec les matériaux prélevés sur place. Les papes passaient par l'ancien forum lorsqu'ils allaient du palais du Latran à la place Saint-Pierre.
Pendant le Moyen Âge, les revêtements en plaques de marbre sont enlevés avec une tige de fer rectangulaire et remployés dans les églises romaines pour la réalisation de décorations de type cosmate.
Des contrats pour l'enlèvement de pierres à des fins de construction dans toute la ville de Rome apparaissent en 1425, 1504, 1522 et 1527, même si une tentative de préserver une petite partie du forum est rejetée par les tribunaux romains en 1520. Un contrat de 1517 informe de la présence sur le forum d'une église, peut-être celle de Santa Maria in Macello, et des éléments qui sont prélevés entre 1550 et 1555 sur ordre du pape Jules III.
Le temple de Minerve construit dans l'axe du forum, resté relativement intact, commence à être démoli en 1592, puis il est finalement détruit sous le pontificat de Paul V en 1606. Les matériaux de construction récupérés servent à l'édification de la fontaine Pauline sur le Janicule alimentée par l'Acqua Paola et de la chapelle Borghèse de la basilique Sainte-Marie-Majeure,.

## Sources

### Historiographie

#### Sources antiques et médiévales
Martial, poète latin du Ier siècle, emploie dans ses épigrammes un autre nom : Forum Palladium en référence à l'appellation grecque de Minerve, Pallas Athena, et il mentionne l'existence des trois forums construits antérieurement. La Forma Urbis Romae, plan de Rome en marbre réalisé au IIIe siècle sous le règne de Septime Sévère, permet d'avoir une idée précise de l'emplacement du forum.
Varron, écrivain latin du Ier siècle av. J.-C., puis Ovide, poète latin (-43 /+17 ou 18), Maurus Servius Honoratus, grammairien latin de la fin du IVe siècle, et Procope de Césarée, historien byzantin du VIe siècle, évoquent une porte urbaine ou un sanctuaire dédié à Janus sur ce forum. Martial et Stace, tous les deux poètes latins du Ier siècle, mentionnent aussi ce sanctuaire.
Au XIIe siècle, un texte relatant une procession pascale évoque la traversée du temple de Minerve et celui de Janus. Les auteurs médiévaux ont toutefois réalisé des erreurs d'interprétation et de localisation. Ainsi, dans les sources de cette époque, le forum Traiani est en fait celui de Nerva, le forum Nervae est celui d'Auguste et de César et l'Arcus Aurae est la porticus Absidata.

#### Études modernes et contemporaines

Reproduction du plan du temple de Minerve sur le forum de Nerva par Giuseppe Antonio Guattani en 1805.

À la Renaissance et en particulier au XVIe siècle, des dessins du forum sont réalisés. Étienne Dupérac, architecte et graveur français du XVIe siècle, réalise dans un album intitulé Illustration des fragments antiques des gravures des vestiges des monuments antiques de Rome à son époque, dont les bâtiments présents sur le forum de Nerva. Giovanni Pietro Bellori, archéologue et conservateur des Antiquités de Rome au XVIe siècle, interprète la frise du « mythe d'Arachné » comme illustrant les travaux réalisés par les Romaines sous la protection de Minerve, sans faire référence à la mythologie. Il associe également deux allégories aux aqueducs construits par les empereurs Domitien et Nerva. Plus généralement, les dessins réalisés à la Renaissance permettent aujourd'hui de connaître les dimensions générales du portique et l'inscription réalisée par Nerva.
Rodolfo Lanciani, archéologue italien de la fin du XIXe et du début du XXe siècle, est le premier à rassembler des sources historiques concernant le forum de Nerva en 1883.
Hugo Blümner, archéologue et philologue allemand de la même époque, reprend l'interprétation globale pour la frise du « mythe d'Arachné » en s'inspirant de ses prédécesseurs, à l'instar d'Oliver Müller dans son livre Handbuch.
À l'inverse, Emil Braun,  archéologue allemand du XIXe siècle, dans son ouvrage Die Ruinen und Museen Roms de 1854, soutient la théorie des aqueducs avancée par Bellori, mais interprète la scène comme mythologique. Hugo Blümner se rallie à cette dernière hypothèse et essaie de la prouver.
Les études de la deuxième partie du XXe siècle démontrent qu'il faut y voir une dédicace à la gloire de Minerve venue diriger des travaux de filage.
L'intérêt pour le forum est relancé lors de la publication par James C. Jr Anderson en 1984 intitulée The Historical Topography of the Imperial Fora : elle reprend l'étude du site des forums impériaux, et traite de son aménagement général en étudiant chacun des cinq forums dans un chapitre différent.  Anderson met en avant la vision globale de Domitien dans l'aménagement global du site. Pierre Gros considère que cette mise en lumière de Domitien est un des acquis du livre, mais que les hypothèses évoquées par l'auteur sur le temple de Minerve sont « trop sommaires pour être efficaces » et il regrette qu'Anderson n'ait pas plus fait usage des recherches italiennes les plus récentes au moment de la publication du livre.
| |
| Forum par Bernardo Gamucci dans Le Antichittà della Città di Roma, paru en 1565.Dessin d'illustration réalisé en 1725. |

|                                    |
| Forum sur une gravure du Piranèse. |

|                                                                |
| Vestiges du forum de Nerva au XVIe siècle par Étienne Dupérac. |

|                                        |
| Dessin d'illustration réalisé en 1725. |

|                                                        |
| Dessin d'illustration réalisé au début du XIXe siècle. |

### Archéologie

#### De la Renaissance à la Seconde Guerre mondiale

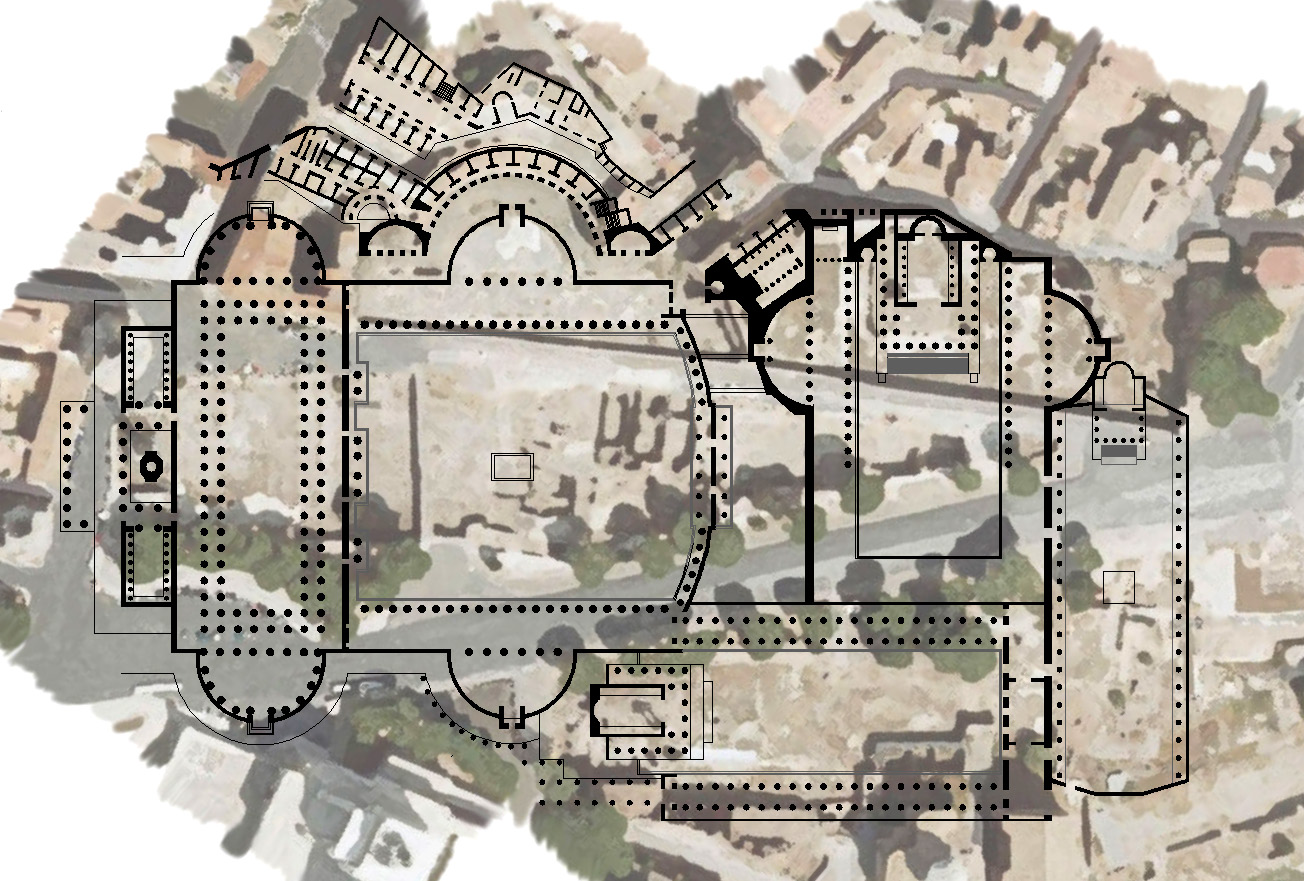
Superposition des forums impériaux sur un plan de l'actuelle ville de Rome.

Dès la Renaissance, près du lieu actuel du temple dédié à Minerve, une statue imposante de Mars est retrouvée et est exposée aujourd'hui aux musées du Capitole. Cet élément et la présence de Minerve laissent supposer aux historiens et archéologues que la thématique décorative du forum est la mythologie romaine et les divinités. Des hypothèses ultérieures sont émises sur la présence éventuelle d'une statue de Domitien au centre du forum. Les sculptures des divinités disposées en haut du mur d'enceinte seraient en bronze ; à titre de comparaison, celles du forum d'Auguste sont en marbre.
Les premières fouilles commencent en 1913 et permettent de mesurer les colonnes existantes ainsi que de découvrir les fondations du temple de Minerve et du mur d'enceinte.
L'extrémité orientale du forum de Nerva est trouvée lors de fouilles à grande échelle entreprises sous le régime fasciste de Benito Mussolini, à l'occasion de la création d'une large avenue pour les parades militaires entre le Colisée et la piazza Venezia. Une partie du forum est dégagée en deux phases de fouilles menées en 1926-1928 par Antonio Maria Colini et en 1932-1941 pendant la construction de la route, originellement Via dell'Impero, maintenant appelée Via dei Fori Imperiali,.
La plupart des vestiges trouvés se trouvent à l'extrémité est et au centre de l'enceinte, les tronçons sud restants étant sous la surface pavée de la Via dei Fori Imperiali,.
Ces fouilles archéologiques réalisées à la hâte n'ont pas permis d'enregistrer correctement les découvertes effectuées et ont détruit une partie des strates archéologiques. Ces travaux ont entraîné en outre la destruction du quartier construit au XVIe siècle avec notamment ses églises et ses monastères, ainsi que l'arasement de la partie restante de la colline Velia située à proximité du Colisée.
Le 8 mai 1931, de nouvelles fouilles menées par Amleto Paroli révèlent un trésor monétaire dénommé « Trésor du Capitole », datant du Moyen Âge et composé d'une trentaine de deniers et de quelques morceaux de poterie médiévale. Les découvertes sont rapidement enregistrées et classées, l'État fasciste italien préférant les découvertes architecturales aux trouvailles numismatiques très courantes à l'époque.

#### Après la Seconde Guerre mondiale

Découverte des techniques de constructions sur le site lors des fouilles archéologiques menées au début des années 1950.

Après la Seconde Guerre mondiale, le quartier des forums impériaux est délaissé par les archéologues. Des fouilles sont toutefois menées par l' archéologue italien Guglielmo Gatti . Dans les années 1950, les fouilles ont permis d'atteindre les principales strates du Haut Moyen Âge. Des fouilles préliminaires sont entamées en 1983.
Il faut attendre 1985-1986, puis 1988-1990 pour que de réelles campagnes de fouilles soient entreprises sous la direction d'Eugenio La Rocca, membre de la Surintendance de Rome, principalement sur les voies de communication entre les différents forums du complexe et l'arrière de la basilique Æmilia,. Elles sont complétées en 1989 par celles des archéologues Chiara Morselli et Edoardo Tortorici, avec des fouilles de la zone ouest du forum entre le forum de César et la basilique Æmilia.
De nouvelles fouilles sont réalisées en 1995-1996 à nouveau par Edoardo Tortorici, de l'université de Catane, près de la zone de l'Argilète et elles mettent au jour l'utilisation antérieure de la rue avant la construction du forum,. Ces fouilles de grande ampleur sont délimitées par la Via dei Fori Imperiali, le Largo Romolo e Remo, et la Via della Curia. On procède à la suppression de la couche d'asphalte et des couches de terre posées dans les années 1930. Les caves intactes des bâtiments déterrés sont alors découvertes; elles datent principalement de l'époque du pape Pie V à la fin du XVIe siècle.
À cette occasion, deux tombes, à l'image de celles de la nécropole du forum romain, datant du premier âge du fer, sont découvertes. En cette fin du XXe siècle, le site des forums impériaux redevient un site majeur pour les fouilles archéologiques grâce au soutien financier de la commune de Rome et de la Surintendance, ainsi que des visites organisées. Edoardo Tortorici entame alors la fouille de la partie occidentale du forum. Ces nouvelles fouilles devaient permettre de mettre en évidence les deux tiers du forum et les différents portiques.
|                                                                            |
| Vestiges d'une habitation médiévale carolingienne à arcades du IXe siècle. |

|                                                                                        |
| Zone fouillée en 1995 avec les vestiges du portique face à la rue, vue de l'intérieur. |

|                                                        |
| Panorama des vestiges du forum près de la Curie Julia. |

|                         |
| Forum de Nerva de nuit. |

## Description

### Esplanade

#### Généralités

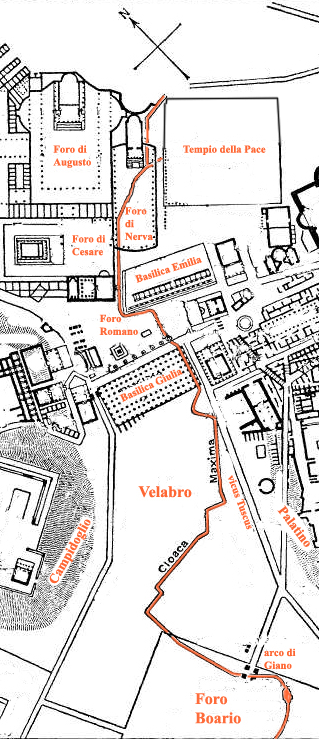
Tracé de la Cloaca Maxima sur le site des forums impériaux.

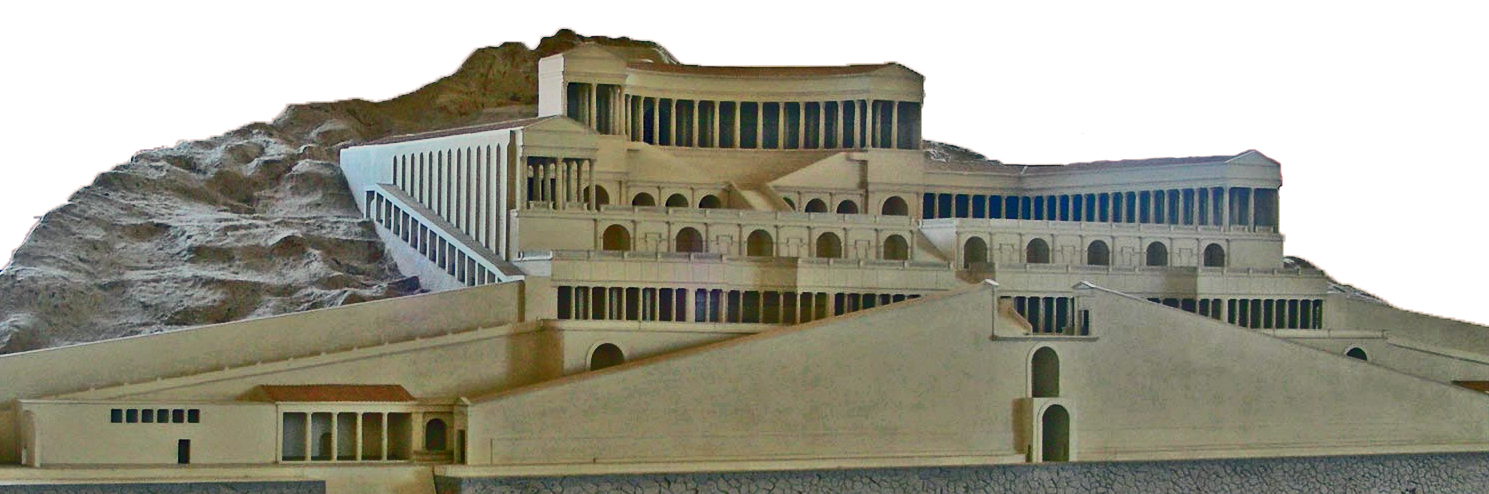
Reconstitution du sanctuaire de la Fortuna Primigenia à Préneste qui sert de modèle pour la construction de l'avenue à colonnes du forum.

Le forum de Nerva est le plus petit des cinq forums impériaux. James C. Jr Anderson attribue sa conception à Rabirius, architecte du Ier siècle ayant déjà réalisé la Domus Augustana pour Domitien. En effet, des détails décoratifs insérés sur la colonnade correspondent à son style.
Il forme une grande place longue et relativement étroite d'environ 160 mètres sur 46 mètres devant s'insérer dans le quadrillage des rues alignées sur le forum de César, ce qui expliquer les dimensions différentes données par les chercheurs du XXe siècle, : Heinrich Bauer fait état d'une taille plus petite de 114,5 mètres sur 45 mètres avec une hauteur du mur d'enceinte de 24 mètres. Filippo Coarelli indique, lui, une place de 120 mètres sur 45 mètres.
La hauteur des murs des fora préexistants a posé des problèmes car elle gênait la construction de possibles portiques. Vingt colonnes furent donc édifiées en remplacement et reliées par des architraves aux murs qui entourent le forum, permettant de faire varier les ombres et la lumière au cours de la journée sur les murs entre les fora.
Un temple est édifié à une extrémité et des hauts murs en pépérin entourent une cour ouverte. Les contraintes de l'espace et le fait que les murs des forums adjacents ne sont pas parallèles impliquent que la largeur du forum change en fonction du lieu où elle est mesurée, comme l'espace d'un mètre situé entre le forum d'Auguste et le temple de la Paix de Vespasien. Un temple est construit à chaque extrémité la plus petite : l'une dédié à Minerve au Nord-Est de la place, l'autre probablement dédié à Janus au Sud-Ouest.
La faible largeur oblige les architectes à construire des portiques en trompe-l’œil tout au long de l'avenue. Chaque côté de celle-ci est bordé par des colonnes dégagées et espacées des murs du forum d'1,75 mètre  - à l'image de l'architecture hellénistique employée au sanctuaire de la Fortuna Primigenia à Préneste ou pour la Porte de Mars à Pérouse,. Ce choix permet de détacher la frise de l'entablement et de faire ressortir la frise par-dessus les colonnes, probablement en utilisant la colonne placée par Vespasien sur l'Argilète.
La construction de quatre marches s'est avérée nécessaire pour combler la différence de terrain de 90 centimètres au niveau des gradins du forum de César et de 1 mètre en dessous du forum de la Paix,. Le Sud du forum de César est fermé par des murs en marbre entre les colonnes externes et par un chalcidicum. À l'Ouest, un mur et une arche sont construits pour délimiter l'espace avec la basilique Æmilia.
De plus, pour cet aménagement monumental du départ de l'Argilète, les architectes doivent tenir compte du trafic important de cette rue très fréquentée et du tracé de la Cloaca Maxima. Le ruisseau que forme la Cloaca Maxima à cet endroit devait être enterré depuis le IIe siècle av. J.-C., mais, lors de la construction du forum, son cours a été régulé avec l'aménagement d'un caniveau en béton dont le tracé passe sous le podium du temple de Minerve, poursuit sa route  le long de la place, puis passe sous le temple de Janus Quadrifrons. L’égout évite les fondations du forum et n'a pas encore été fouillé par les archéologues sur ce segment.
L'accès au forum se fait par les côtés, avec trois ouvertures à partir du Forum romain et une entrée monumentale sur le côté opposé avec une exèdre en forme de fer à cheval, dénommée Porticus Absidata.

#### Décoration

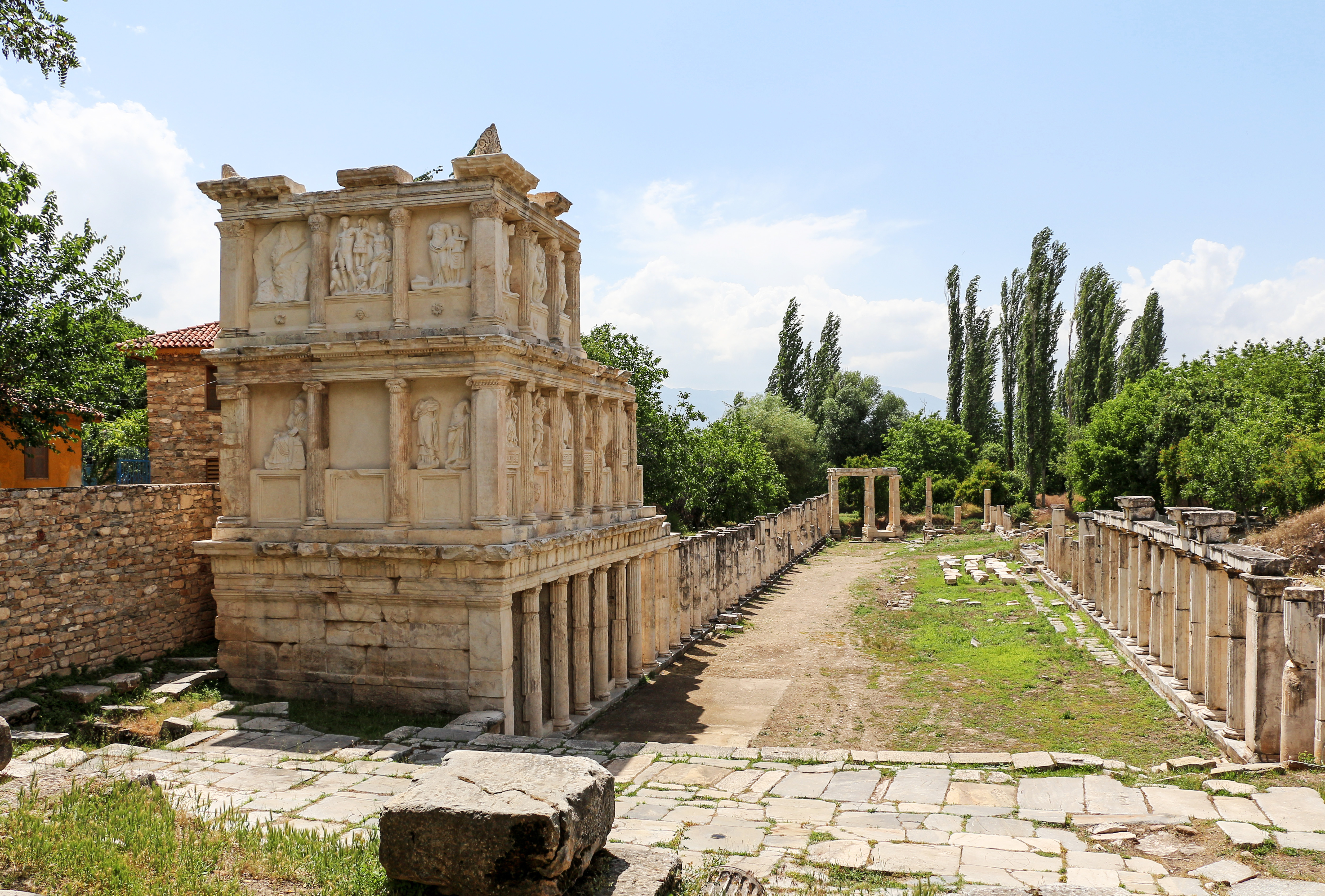
Le Sébasteion à Aphrodisias.

Parmi les vestiges visibles aujourd'hui, les plus remarquables sont les deux colonnes corinthiennes de 15,80 mètres et la portion du mur d'enceinte correspondante dénommée colonnacce (« les vieilles colonnes ») au sud-est de l'édifice,. Les colonnacce, constituées d'un marbre de couleur bleuâtre provenant d'Asie Mineure, sont tout ce qui subsiste de la colonnade descendant le long du Forum de Nerva et se dressant sur le flanc du temple de Minerve,. Les hauts murs latéraux sont faits de blocs de péperin recouverts de plaques de marbre. Les colonnes utilisées ne sont pas du même style que celles colonnes des autres forums en raison du manque de place entre le forum d'Auguste et le temple de la Paix.
Les décorations en plaque de marbre sont alors très courantes dans les salles accueillant du public, mais c'est la première fois que des décors aussi raffinés sont utilisés en extérieur sur un bâtiment public.
Sur l'attique, une représentation d'Athéna-Minerve est reconnaissable dans un panneau central, à l'image de la frise de l'Érechthéion à Athènes. De nombreux motifs de végétaux et d'animaux sont également visibles : un dauphin associé à des coquilles, ou encore des rameaux et des feuilles,.
Les archéologues ont longtemps assimilé la figure féminine casquée à Minerve, mais il s'agirait plutôt de la personnification d'une province de l'Empire romain, comme on en trouve au Sébasteion à Aphrodisias ou au forum d'Auguste.
|                            |
| Vestiges de la colonnacce. |

|                                  |
| Vue d'ensemble de la colonnacce. |

|                            |
| Corniche de la colonnacce. |

### Temple de Minerve

Reconstitution du porche du temple de Minerve et de l'inscription de Nerva.

L'extrémité nord-est du forum est occupée par un temple dédié à Minerve, protectrice des arts, divinité patronne de Domitien ; il est construit dans l'axe de la place,. La promotion de Minerve à cette date est attribuée à son culte dans la région sabine, patrie ancestrale des Flaviens.
Il s'agit d'un temple prostyle hexastyle corinthien, avec un pronaos de trois colonnes latérales et six colonnes corinthiennes en façade ; il se dresse sur un haut podium de marbre phrygien. Deux murs limitent le temple au sud-est et au nord-ouest. L'arrière du temple est caché du forum par un mur. Des arcs-boutants divisent en deux travées une partie du mur sud-est. Une frise richement décorée de 21 mètres pour une hauteur de 0,8 mètre représentant des scènes mythiques comme la légende d'Arachné, est placée au-dessus des colonnes,,. Le très mauvais état de conservation de la façade ne permet pas de mesurer le temple avec précision. L'inscription figurant sur le portique d'entrée est la suivante :
« Imp(erator) Nerva Caesar Aug(ustus) [Germanicus, p(ater) p(atriae)]

pont(ifex) m(aximus), trib(unicia) pot(estate) II, imp(erator) II, [c(o)n(sul) IIII, aedem Mi]nervae fecit,. »
Selon Heinrich Bauer, les fondations en travertin et en pépérin montrent une construction en deux étapes. Le premier temple est plus étroit de 7 m, bien qu'il soit allé plus loin dans l'espace ouvert du forum que le deuxième . Ce premier temple présente une colonnade avec des espacement réguliers, alors que le deuxième montre des intervalles irréguliers.
Le manque d'espace a contraint les architectes à intégrer en partie la cella du temple à l'extrémité nord-ouest dans le mur d'enceinte du forum d'Auguste qui ressemble à un hémicycle,. La cella se termine par une abside (où se trouvait la statue de la divinité), comme on le voit sur la Forma Urbis Romae.
Des murs placés de part et d'autre du pronaos du temple de Minerve dissimulent l'asymétrie due à l'avancée que forme l'hémicycle. Le pan de mur du côté du forum de la Paix est percé d'un passage voûté permettant de poursuivre son chemin sur  l'Argilète, tandis que le pan de mur opposé offre un passage vers le portique du forum d'Auguste. 
À partir de 1592, le temple est partiellement détruit, puis entièrement démoli en 1606 sous le pontificat de Paul V pour permettre la décoration de la fontaine de l'Acqua Paola sur le Janicule,,. L'architrave est alors réutilisée pour l'autel principal de la basilique Saint-Pierre. Si une partie des vestiges du temple est encore enterrée sous la rue des forums impériaux, le noyau du podium, les orthostates et les fondations du Porticus Absidata ont été mis au jour,.
|                                                        |
| Figure sculptée de Minerve sur l'attique des colonnes. |

| |
| Vue depuis le bas du forum, où se trouve le temple de Minerve. En arrière-plan, la tour des Conti. |

|                                                                            |
| Représentation du temple de Minerve par Giuseppe Antonio Guattani en 1805. |

|                                                                  |
| Inscription de Nerva sur le temple de Minerve par Giuseppe Vasi. |

#### Mythe d'Arachné

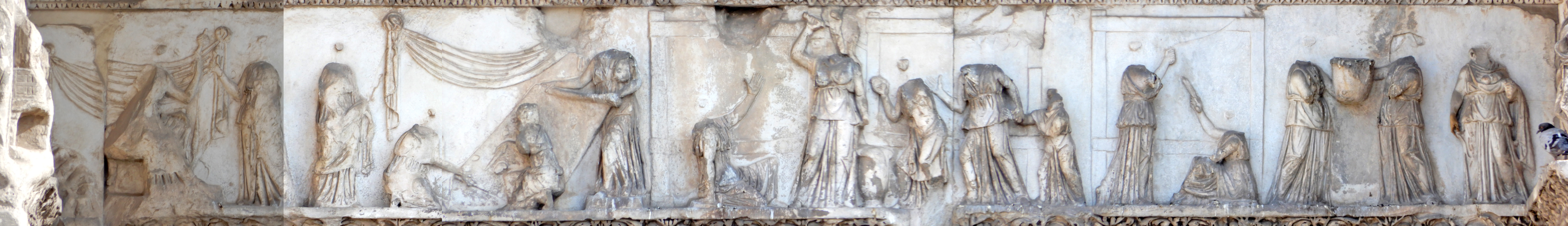
Frise d'Arachné.

Les choix décoratifs de Domitien sont liés au renforcement des lois héritées d'Auguste sur le rétablissement des bonnes mœurs dans la société et les familles. Selon James C. Jr Anderson, ce choix est inspiré des arcs de triomphe romains comme celui dédié à Auguste à Suse et sert d'inspiration pour celui de Trajan à Bénévent.
Le mythe d'Arachné n'est pas mentionné dans les sources hellénistiques. Pour les Latins, Virgile, poète du Ier siècle av. J.-C., dans les Géorgiques, et Pline l'Ancien, dans son Histoire naturelle au Ier siècle,  expliquent en partie son histoire. Le poète Ovide,  à la fin du Ier et du début du Ier siècle, en donne une version plus complète dans ses Métamorphoses.
Ainsi, le relief de la frise de l'entablement des colonnes représente-t-il probablement le mythe d'Arachné, fille de roi, lors de sa punition par Minerve pour avoir osé défier la déesse et tissé des scènes faisant offense aux dieux. Sur cette frise, un groupe de femmes qui filent et tissent apparaît en référence aux matrones romaines. Il ne faut pas la voir comme une scène globale, puisque les épisodes du tissage ne s'y déroulent pas selon l'ordre chronologique. Il s'agit de la seule représentation de ce mythe dans l'art public officiel de Rome antique .
L'archéologue allemand Hugo Blümner identifie sur cette frise la déesse Minerve en expliquant que le « sautoir » allant du cou jusqu'à la taille (du personnage) est une égide. Il voit Minerve en posture de frapper une mère à genoux devant elle, ainsi que  sa fille, qui, en retour, lui adressent un geste sacrificiel en levant leurs mains droites pour montrer leur étonnement. Il note également la présence de deux « métiers spéciaux ».  L'objet tenu dans la main droite de la divinité serait une épée - alors que les études postérieures y voient plutôt "un faisceau de cordes servant à actionner un des organes du métier". Minerve prend appui sur sa jambe gauche en tirant ces fils avec sa main droite et s'apprête à détruire l’œuvre de sa rivale,. Dans la légende, Arachné se pend, et Minerve, prise de remords, la ramène à la vie sous la forme d'une araignée, mais la condamne à tisser sa toile dans des coins sombres,.
La frise, dont l'objectif est de représenter en trois grandes scènes les étapes de la fabrication d'un tissu, montre : à l'extrémité gauche, la filature, au centre quatre ouvrières et la déesse, et  à l'extrémité droite, la teinture. Entre le panneau central et les deux extrémités, des scènes de tissage sont représentées avec à gauche une femme tenant une « carte » déroulée, et à droite, deux femmes devant un métier à tisser,.
D'autres éléments, comme des draps et des arbres, sont visibles sur le relief, où l'on note la présence de quatre métiers à tisser différents,.
|                                                           |
| Photo de la frise par James Anderson réalisée avant 1877. |

|                                            |
| Scène de la filature à l'extrémité gauche. |

|                                      |
| Scène du « lisage » de la « carte ». |

|                                                      |
| Scène du châtiment d'Arachné avec la déesse Minerve. |

|                                                                  |
| Partie de la section entre les entablements en saillie à gauche. |

|                                                                           |
| De gauche à droite : scène des « tireuses de lacs », puis de la teinture. |

### Sanctuaire de Janus Quadrifrons

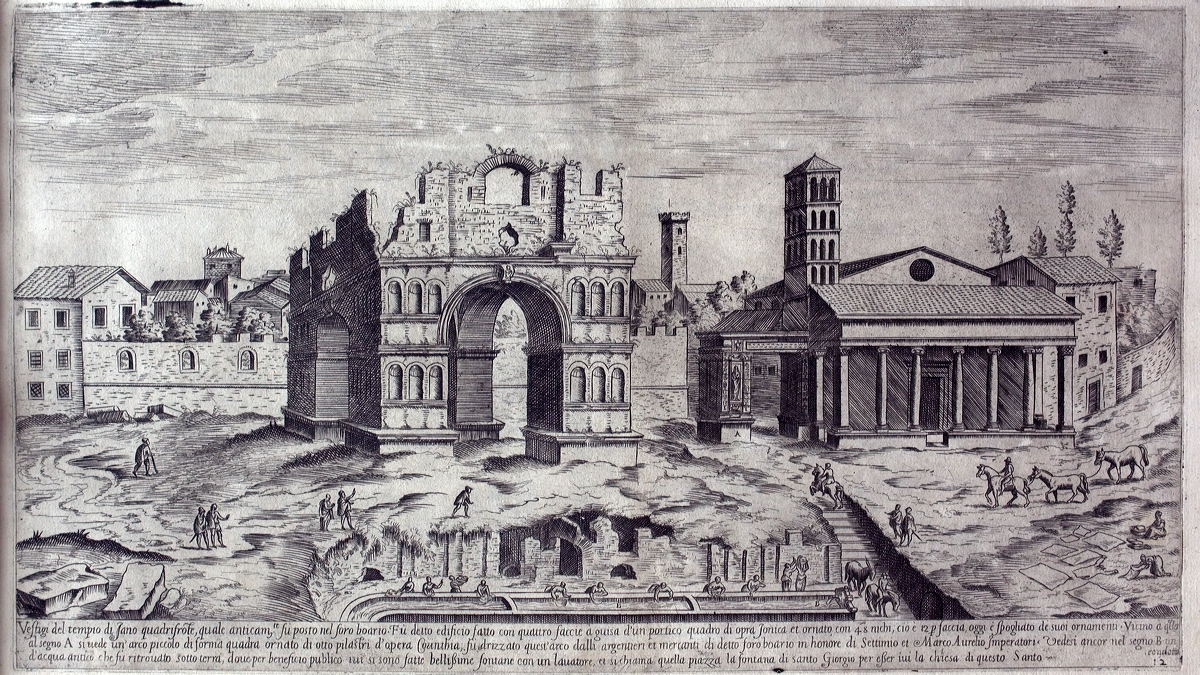
Vestiges supposés du temple de Janus Quadrifons au XVIe siècle par Étienne Dupérac.

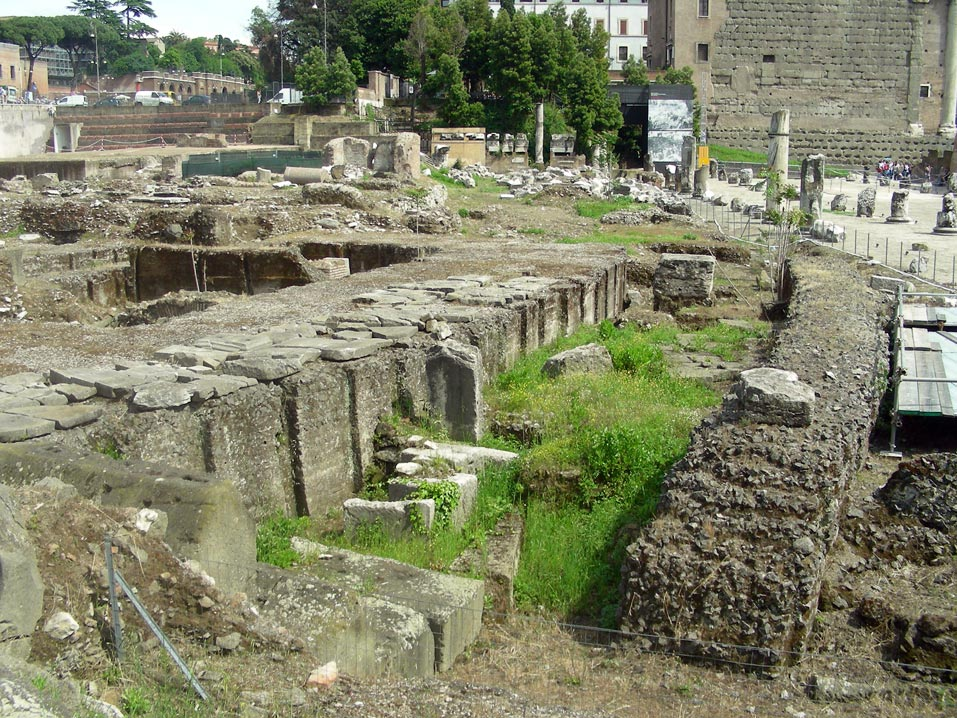
Vestiges des fondations d'un temple à l'extrémité orientale du forum.

Des sources anciennes suggèrent que Domitien aurait pu vouloir perpétuer la mémoire de l'Argilète (lieu où serait mort un hôte du roi Évandre, Argus), en y plaçant le sanctuaire de Janus Quadrifons au centre de son forum ,,. Janus étant la divinité des frontières et le patron des commencements et des fins, Quadrifrons faisant référence aux quatre visages/saisons de l'année. Cet édifice serait situé sous le Viminal dans le quartier Monti, même si la nature exacte de celui-ci n'a pu être déterminée : porte urbaine, sacellum ou temple.
L'hypothèse d'une porte urbaine remonte à l'époque du roi Numa Pompilius, où le territoire de Rome est petit et le territoire des ennemis sabins très proche. Avec l'agrandissement de la ville, la porte aurait perdu son rôle défensif et  serait devenue un symbole : ouverte en temps de guerre et fermée en temps de paix. Cette porte aurait évolué en sacellum, bâtiment supposé à partir de monnaies du règne de Néron où une fermeture des portes est visible sur le même principe que celui de la porte urbaine. Le sanctuaire aurait été construit en 95 après des dons impériaux appelés Caesarea dona. Il aurait contenu une statue de forme quadrangulaire, en bronze et haute de 2,2 mètres.
L'entrée située à l'opposé, qui communique avec le Forum Romain, n'est pas non plus placée dans l'axe, mais décalée vers le nord. Ce décalage est visuellement dissimulé par une sorte d'arc tétrapyle à quatre faces dédié à Janus,.
Heinrich Bauer estime qu'une fondation carrée près du mur courbé pourrait être dédiée à Janus, mais les fouilles archéologiques de 1985-1986 et 1988 ont contredit son hypothèse,. Une partie possible de l'édifice se trouvant sous la via dei Fori Imperiali, des fouilles complètes s'avèrent impossibles. Les archéologues estiment aujourd'hui qu'il s'agit d'un chantier abandonné antérieur à l'époque de Domitien et qui aurait été recouvert par le dallage. Il n'y a donc aucune preuve archéologique de l'existence du sanctuaire, même si Martial et Stace indiquent qu'un temple de Janus est incorporé dans le plan du nouveau forum, cette divinité ayant annoncé « l'âge d'or » de Domitien.

### Porticus Absidata
À l'arrière du temple de Minerve, dans l'alignement du forum d'Auguste et du forum de la Paix, s'élève un portique courbe destiné à embellir l'extrémité orientale du forum vue depuis Subure et le Quirinal, ainsi qu'à montrer la puissance du pouvoir impérial,,. Il semble être le point de convergence de nombreuses rues alentour.
Pour sa construction, Domitien a fait aménager un espace en démolissant partiellement le mur extérieur du forum de la Paix et en s'appuyant sur les murs du temple de Minerve,. La base des pilastres est de style corinthien et en marbre blanc - l'absence de marbre de couleur est à noter,. Des marques dans les arches centrales laissent supposer la présence de statues. Une partie de l'édifice comportait un second étage en bois permettant de couvrir la construction à l'image d'un baldaquin. Sa forme particulière, qui s'inspire des édifices de la fin de la période républicaine comme la basilique Æmilia, la Regia ou le Tabularium, servira de modèle pour les basiliques constantiniennes deux siècles plus tard et pour les chœurs des premières cathédrales du Haut Moyen Âge quelques siècles après,.
L'édifice comporte un hall central en fer à cheval de 17 m sur 14,5 m, mais dont le centre est un carré. Un couloir le relie au forum d'Auguste, à celui de Vespasien et à celui de Nerva. L'Argilète est accessible depuis l'Est du hall central du portique, tout en masquant la vue du forum aux personnes venant de Subure.
L'existence de ce portique est connue à travers la Description des régions de Rome rédigée à l'époque de Constantin Ier. Les ruines de l'édifice semblent disparaître à la Renaissance. Des vestiges sont encore toutefois visibles aujourd'hui, principalement le mur de 24 mètres de haut formant un hémicylindre et relié au forum d'Auguste. Les fouilles menées par Heinrich Bauer ont permis de reconstituer l'ensemble du plan de l'édifice.

## Trésor monétaire
Des fouilles archéologiques dans les années 1930 ont révélé un trésor monétaire, dénommé « Trésor du Capitole », datant du Bas Moyen Âge et composé de trente-deux denari anconetani et de deux denari ravennati. Les pièces, mises au jour par les ingénieurs de Benito Mussolini lors de la création de la via dell’Impero (aujourd'hui via  dei  Fori  Imperiali), sont conservées au musée du Capitole. Elles semblent avoir été enfouies ou perdues avant 1280, probablement entre 1260 et 1265, à une période où Rome a acheté des devises venant d'autres cités italiennes par manque de numéraire.
Les denari anconetani sont des pièces de billon de la ville d'Ancône, frappées entre 1170 et le milieu du XIVe siècle. Durant cette période où cette monnaie est très répandue dans le centre de l'Italie, les motifs sur l'avers et le revers n'ont pas changé. Les deniers possèdent la mention Sanctus Quiriacus en référence à l'évêque de la ville Saint Ciriacus, introduit comme protecteur de la ville après l'échec du siège mené par Frédéric Barberousse en 1173-1174.
Les denari ravennati sont frappés dans la ville de Ravenne à la même époque et contiennent la même quantité d'argent.

#### Fonds antique
- Virgile, L’Énéide (lire sur Wikisource). .

#### Ouvrages
- (en) James C. Jr Anderson, The Historical Topography of the Imperial Fora, Bruxelles, Latomus, 1984, 200 p. (ISBN 2870311222 et 9782870311226). .
- Cécile Breffort (trad. de l'italien), Rome : Guide des sites archéologiques de la ville éternelle [« Roma, Guida ai siti archeologici delle città eterna »], Paris, Gründ, 2000, 167 p. (ISBN 2-7000-3424-4). .
- Nathalie de Chaisemartin, Rome. Paysage urbain et idéologie : Des Scipions à Hadrien (IIe s. av. J.-C.-IIe s. ap. J.-C.), Armand Colin, coll. « U », 2003, 270 p. (ISBN 9782200263843). .
- Filippo Coarelli (trad. de l'italien par Roger Hanoune), Guide archéologique de Rome, Paris, Hachette, 1994, 349 p. (ISBN 2-01-235113-1). .
- (en) Filippo Coarelli, Rome and environs : an archaeological guide, University of California Press, 2007, 555 p. (ISBN 978-0-520-07961-8, lire en ligne).
- (en) Eve D'Ambra, Private lives, imperial virtues : the frieze of the Forum Transitorium in Rome, Princeton, Princeton University Press, 1993, 157 p. (ISBN 0691040974 et 9780691040974). .
- Luc Duret et Jean-Pierre Néraudau, Urbanisme et métamorphoses de la Rome antique, Paris, Les Belles Lettres, 2010, 2e éd. (1re éd. 1983), 446 p. (ISBN 978-2-251-33832-3). .
- (en) John D. Grainger, Nerva and the Roman Succession Crisis of AD 96-99, New York, Routledge, 2003. .
- (en) Samuel Ball Platner et Thomas Ashby, A topographical dictionary of Ancient Rome, Oxford University Press, 1929.
- (it) Chiara Morselli, Edoardo Tortorici et Corrado Alvaro, Curia, Forum Iulium, Forum Transitorium, Rome, De Luca, coll. « Lavori e studi di archeologia », 1989, 408 p. (ISBN 8878131946 et 9788878131941).
- (en) Lawrence Richardson, A New Topographical Dictionary of Ancient Rome, Baltimore, Johns Hopkins University Press, 1992, 488 p. (ISBN 0-8018-4300-6, lire en ligne).
- (en) Leland M. Roth, Understanding Architecture : Its Elements, History and Meaning, Boulder, Westview Press, 1993, 586 p. (ISBN 0-06-430158-3, lire en ligne). .
- (en) John W. Stamper, The architecture of roman temples : the Republic to the middle Empire, Cambridge University Press, 2005, 287 p..

#### Articles
- (it) Heinrich Bauer, « Il Foro Transitorio e il Tiempo di Giano », RendPontAcc, vol. 49,‎ 1976, p. 117-148.
- Heinrich Bauer, « Le Forum Transitorium, le temple de Janus et le portique absidal », Histoire et archéologie, no 82,‎ avril 1984, p. 56-69. .
- Louis Duchesne, « Le Forum de Nerva et ses environs : Notes sur la topographie de Rome au Moyen-Âge. IV. », Publications de l'École Française de Rome, no 13,‎ 1973, p. 73-82. .
- Pierre Grimal, « Le Janus de l'Argilète », Mélanges de l'école française de Rome, t. 64,‎ 1952, p. 39-58. .
- Pierre Gros, James C. Jr Anderson : The Historical Topography of the Imperial Fora, t. 63, Revue belge de philologie et d'histoire, 1985 (lire en ligne), p. 64-67. .
- (en) James E. Packer, « Report From Rome : The Imperial Fora, a Retrospective », American Journal of Archaeology, vol. 101, no 2,‎ 1997, p. 307-330. .
- Marie-Thérèse Picard-Schmitter, « Recherches sur les métiers à tisser antiques : à propos de la frise du Forum de Nerva, à Rome », Latomus, t. 24,‎ 1965, p. 296-321. .
- Marie-Thérèse Picard-Schmitter, « Sur le « châtiment d'Arachnè » : à propos d'une frise du forum de Nerva Rome », Revue archéologique,‎ 1965, p. 47-63. .
- (en) Mariele Valci, « A hoard of denari anconetani and ravennati from the Forum of Nerva, Rome », Bullettino della Commissione Archeologica Comunale di Roma, vol. 117,‎ 2016, p. 67-76. .
- (en) Greg Wightman, « The Imperial Fora of Rome : Some Design Considerations », Journal of the Society of Architectural Historians, vol. 56, no 1,‎ 1997, p. 64-88. .

#### Chapitres
- (it) Heinrich Bauer et Chiara Morselli, « Forum Nervae », dans Eva Margareta Steinby (dir.), Lexicon Topographicum Urbis Romae, vol. II, Rome, Quasar, 1995, p. 307-311.
- (it) Maria Paola Del Moro, « Il Foro di Nerva », dans Lucrezia Ungaro (dir.), Il Museo dei Fori Imperiali nei Mercati di Traiano, Milan, Mondadori Electa, 2007, p. 178-191.
- (it) Alessandro Viscogliosi, « Il foro Transitorio, o foro di Nerva », dans I Fori Imperiali nei disegni d'architettura del primo Cinquecento : ricerche sull'architettura e l'urbanistica di Roma, Rome, Gangemi editore, 2000, p. 63-86.